# Discourse
Discourse是一个自由及开放源代码的网络论坛軟件。該軟件於2014年8月26日推出，创始人為杰夫·阿特伍德 、Robin Ward 和 Sam Saffron。
客户端应用程序用到的編程語言是Ember.js。 服务器端用到的編程語言是Ruby on Rails，而且還用到了PostgreSQL数据库和Redis缓存。源代码涉及的的軟件許可證是GNU通用公共许可证。 